# Autostrada A4 (Slovenia)
L'autostrada A4 (avtocesta A4 - Podravska avtocesta) è un'arteria stradale slovena lunga circa 33,7 km, che collega l'A1 da Slivinca, presso Maribor, con il valico sloveno-croato di Gruškovje, e con l'autostrada croata A2.
La sua costruzione è iniziata nel 2007.
Il completamento dell'A4 si divide in tre sezioni:
- Slivnica pri Mariboru (Maribor) - Draženci (Ptuj), 19,8 km aperto il 16 luglio 2009[1]
- Draženci (Ptuj) - Gruškovje (confine di Stato), 13,4 km aperto il 25 aprile 2019
- Gruškovje - Croazia, 0,56 km aperto il 11 dicembre 2009

Dal 1º luglio 2008 è obbligatorio, su tutte le autostrade e superstrade, l'uso di un bollino per il pagamento del pedaggio, dal costo variabile a seconda del periodo di validità e del mezzo di trasporto. Dal 1º febbraio 2022 è entrata in vigore la vignetta elettronica (e-vignetta).

## Percorso
| A4 PODRAVSKA AVTOCESTA |                                              |        |      |                |
| Tipologia              | Indicazione                                  | ↓km↓   | ↑km↑ | Strada europea |
|                        | Slivnica pri Mariboru Maribor - Lubiana      | 0,0 km |      |                |
|                        | Aeroporto di Maribor Edvard Rusjan           | x,x km |      |                |
|                        | Marjeta na Dravskem polju                    | x,x km |      |                |
|                        | Area di Servizio "Dravsko polje"             | x,x km |      |                |
|                        | Zlatoličje                                   | x,x km |      |                |
|                        | Hajdina                                      | x,x km |      |                |
|                        | Draženci                                     | 0,0 km |      |                |
|                        | Lancova vas (in progetto)                    | x,x km |      |                |
|                        | Podlehnik (in progetto)                      | x,x km |      |                |
|                        | Area di Servizio "Podlehnik" (in progetto)   | x,x km |      |                |
|                        | Zakl                                         | x,x km |      |                |
|                        | Zgornje Gruškovje Confine di Stato - Croazia |        |      |                |